# Mathias Reichhold
Mathias Reichhold (* 5. Juli 1957 in Klagenfurt, Kärnten) ist ein österreichischer Politiker der FPÖ und ehemaliger Bundesminister für Verkehr, Innovation und Technologie von Februar 2002 bis Februar 2003.

## Leben
Mathias Reichhold besuchte in den Jahren 1971 bis 1976 die Höhere Bundeslehranstalt für Landtechnik in Wieselburg. Es folgte das Bundesseminar für landwirtschaftliches Bildungswesen mit der Lehramtsprüfung. In den Jahren 1981 bis 1985 unterrichtete er Landwirtschaft an der Büro- und Verwaltungsschule Sankt Georgen am Längsee, in deren Gemeinde er seit 1985 hauptsächlich im Nebenberuf einen 80 Hektar großen Biobauernhof führt. Er führt die Standesbezeichnung Ingenieur.
Seine bäuerliche Herkunft brachte Mathias Reichhold auch zur Politik. So war er vom Jahr 1979 bis 1981 Landjugendreferent der Landwirtschaftskammer für Kärnten. Während seiner Funktion als Gemeinderatsmitglied von St. Georgen am Längsee in den Jahren 1985 bis 1990 folgte er 1988 dem Ruf nach Wien als Generalsekretär der FPÖ. Diese Funktion legte er im Jahr 1990 nieder, da er für die FPÖ in den Nationalrat wechselte.
Im Jahr 1992 wurde Reichhold auf Initiative Jörg Haiders Landeshauptmann-Stellvertreter von Kärnten. Dieses Amt hielt er bis 1994, als Jörg Haider ihn bat, den Sitz für Karl-Heinz Grasser frei zu machen. Er ging dann bis 1998 wieder in den Nationalrat sowie als Vizepräsident in die Kärntner Landwirtschaftskammer, kehrte dann 1998 – nach dem Rücktritt von Karl-Heinz Grasser – als Landeshauptmann-Stellvertreter in die Landesregierung zurück. Zwischendurch war er für das Jahr 1995 auch als Abgeordneter zum Europäischen Parlament tätig. Während seiner Zeit als Landeshauptmannstellvertreter (1998–2001) war er u. a. Landessport-Referent.
Im Jahr 2001 verließ er auf eigenen Wunsch wiederum die Kärntner Landesregierung, um sich seinem landwirtschaftlichen Betrieb zu widmen. Er kehrte jedoch bald zurück, als er im Jahr 2002 in Nachfolge Monika Forstingers für zwölf Monate Bundesminister für Verkehr, Innovation und Technologie und im selben Jahr nach dem Rücktritt von Susanne Riess-Passer kurzzeitig sogar Bundesparteiobmann der FPÖ wurde. Reichhold sprach beim Sonderparteitag der FPÖ offen aus: „Ich stehe hier, weil Jörg Haider entschieden hat, nicht zum Parteiobmann zu kandidieren.“ Nach bereits 40 Tagen wurde er von Herbert Haupt abgelöst, Mathias Reichhold zog sich im Frühjahr 2003 aus gesundheitlichen Gründen auf seinen Biobauernhof zurück. Zusammen mit Jörg Haider wurde er für den „Rücktritt vom Rücktritt“ von der Forschungsstelle für Österreichisches Deutsch ausgezeichnet, und zwar für seinen Spruch des Jahres „Bin schon weg! Bin schon wieder da!“, der nach Ansicht der Forschungsstelle „in doppelter Weise ironisch“ sei und zudem an Kasperltheater erinnere.
Kurz darauf wurde er Manager bei Magna Steyr, dem Autozuliefererkonzern von Frank Stronach. Ab 1. Juli 2006 wurde Mathias Reichhold vom Aufsichtsrat der ASFINAG als drittes Vorstandsmitglied bestellt. Der gesamte Vorstand gab Ende 2007 dieses Amt ab. Die Höhe der Sonder-Abfertigungszahlungen von 280.000 € aus Steuergeldern für seine kurzfristige Tätigkeit als Asfinag-Vorstand führte zu öffentlicher Kritik. 2011 sorgte auch eine Zahlung der Telekom Austria für Kritik, siehe Telekom-Affäre. Im Jahr 2010 war er im Aufsichtsrat der Klagenfurter Stadtwerke und des danach in Konkurs gegangenen Fußballklubs Austria Klagenfurt, außerdem Berater des Klagenfurter Bürgermeisters Christian Scheider.

## Privates
Mathias Reichhold ist verheiratet und hat zwei Söhne.

## Auszeichnungen
- Großkreuz des Verdienstordens der Italienischen Republik